# Kloster Langheim
Das Kloster Langheim (lat. Monasterium Langhemium) ist eine ehemalige Zisterzienser-Abtei in Klosterlangheim, einem Stadtteil von Lichtenfels in Oberfranken im Erzbistum Bamberg.

## Geschichte
Das den Heiligen Maria, Johannes Evangelist und Nikolaus geweihte Kloster Langheim wurde 1132/33 als Tochterkloster des Klosters Ebrach gegründet. Als Stifter traten drei Bamberger Ministeriale in Erscheinung, hinter denen Bischof Otto I. von Bamberg als Initiator stand. Das Kloster wurde dank reicher Schenkungen an Landbesitz, erbuntertäniger und robotpflichtiger Ortschaften durch die Herzöge von Meranien im 13. und 14. Jahrhundert eines der wohlhabendsten Klöster im Nordgau (Bayern). Um 1380 geriet Kloster Langheim in wirtschaftliche Schwierigkeiten, die dazu führten, dass ein Teil des Grundbesitzes mit den daraus erzielten Einnahmen an das Bistum Bamberg verkauft werden musste. Die Bemühungen des Klosters, sich aus der Herrschaft der Bamberger Fürstbischofe zu lösen und reichsunmittelbar zu werden, blieben erfolglos; im Jahr 1741 wurden diese Bestrebungen bei veränderter politischer Lage aufgegeben.
Zwischen den Jahren 1680 und 1792 während der Rekatholisierung ließen die Äbte das Kloster Langheim zu einer prunkvollen Anlage im Stil des Barock nach Plänen von Johann Leonhard Dientzenhofer, Gottfried Heinrich Krohne, Balthasar Neumann und Lorenz Fink umbauen.
Auch die Amtshöfe der Verwaltungssitze in Tambach, Kulmbach und Trieb wurden im barocken Stil erneuert. Der Architekt Balthasar Neumann plante im Auftrag des Klosters Langheim den Neubau der eindrucksvollen Wallfahrtskirche Vierzehnheiligen bei Bad Staffelstein, der 1772 vollendet wurde.

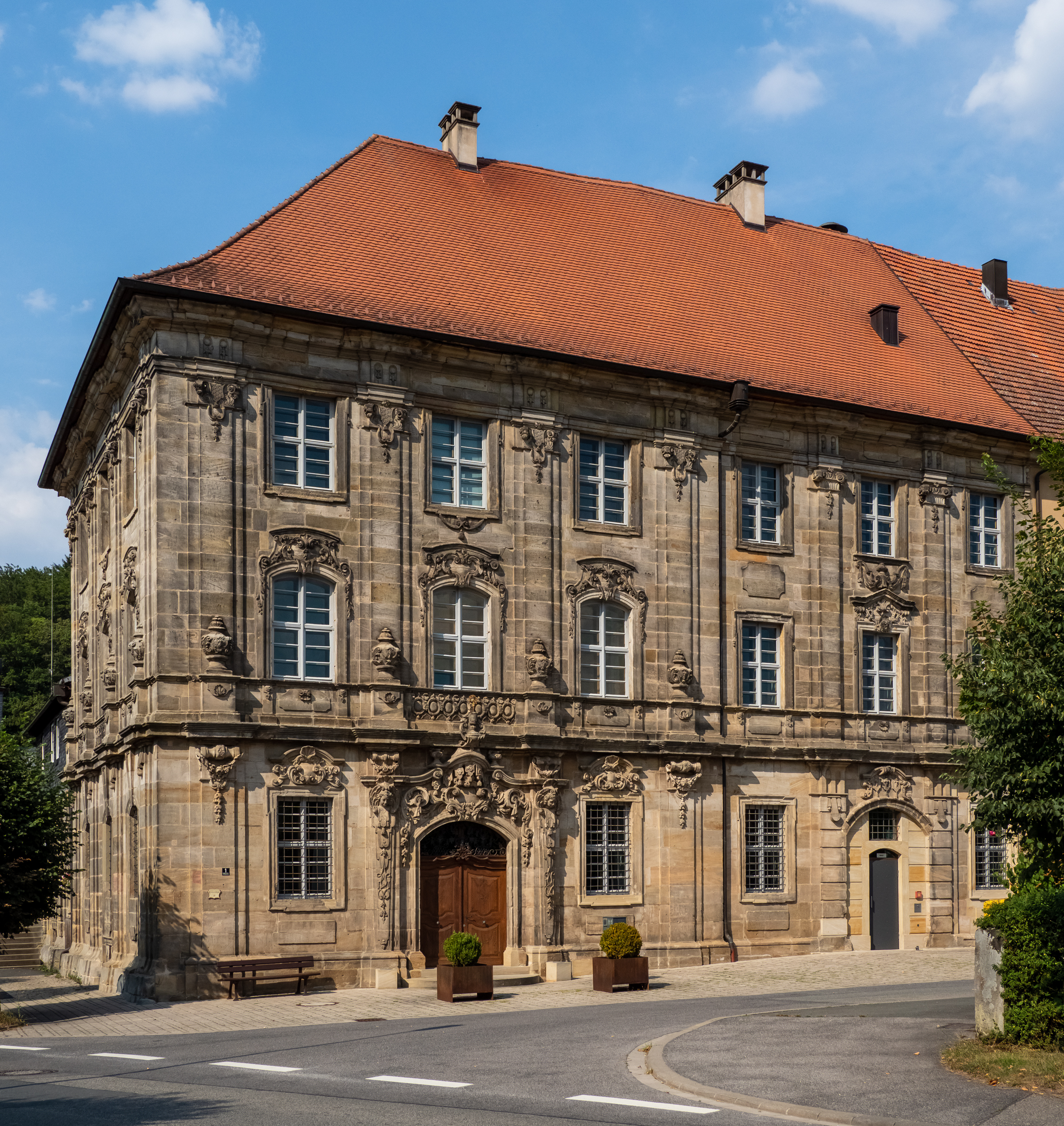
Konventbau

Vom 5. auf den 6. Mai 1802 zerstörte ein Großbrand einen Teil des Konventbaus, eine der beiden Bibliotheken und beschädigte die Klosterkirche und andere Bauteile schwer. Das Kloster besaß damals in 230 Orten rund 1700 Höfe mit 17.000 Tagewerk (ca. 5.700 Hektar) Felder, Wiesen, Wälder und Fischteiche, außerdem 34 Höfe, vier Mühlen, vier Brauereien und sechs Schäfereien, die in Eigenregie durch Lohn- und Fronarbeit oder durch Pächter bearbeitet wurden.
Im Zuge der Säkularisation in Bayern wurde das Kloster 1803 verstaatlicht und aufgelöst. Die verwertbaren Besitztümer der Abtei wurden verkauft, die durch den Brand beschädigten Gebäude und die Klosterkirche abgebrochen. Die erhaltenen restlichen Gebäude der Abtei befinden sich im Ortskern von Klosterlangheim. Das älteste noch bestehende klösterliche Gebäude ist die ehemalige Katharinenkapelle, die um 1220 nahe dem nördlichen Klostereingang als Pfortenkapelle errichtet und nach der Säkularisation als Scheune genutzt wurde. Ihr romanisches Portal wurde 1908 verkauft und steht nun in der Berliner Skulpturensammlung. Die um 1624 geweihte Sepulturkapelle wurde zur Filialkirche St. Maria, Petrus und Bernhard umgewidmet.

## Äbte ab 1449
- 1449–1475 Johann von Dinstleben
- 1476–1494 Johann Schad
- 1494–1510 Emmeram Teuchler

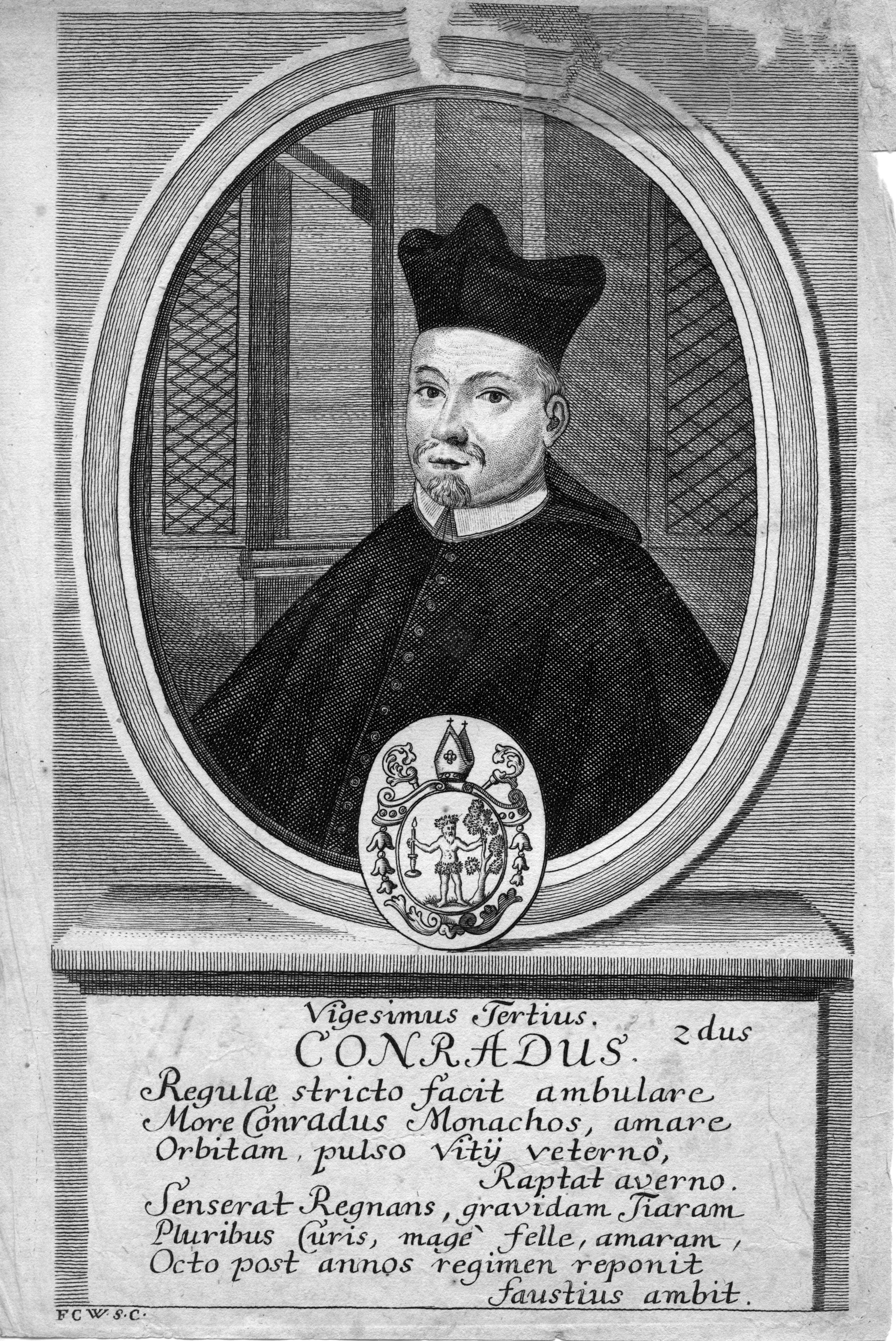
Abt Konrad Holzmann (reg. 1584–1592)

- 1510–1538 Johann Fabri genannt Strauß
- 1538–1556 Konrad Haas
- 1556–1562 Friedrich Marschalk (abgesetzt wegen seines „unrühmlichen Lebenswandels“ und in der im 18. Jahrhundert erstellten Porträtreihe der Äbte unterschlagen)
- 1562–1572 Ludwig Fuchs
- 1572–1582 Magnus Hofmann
- 1582–1584 Wilhelm Krenich
- 1584–1592 Konrad Holzmann
- 1592–1608 Johann Bückling
- 1608–1620 Peter Schönfelder
- 1620–1626 Johann Weiger
- 1626–1631 Erasmus Behem (Böhm)
- 1631–1637 Nikolaus Eber
- 1637–1649 Johann Gagel
- 1649–1664 Mauritius Knauer
- 1664–1677 Alberich Semmelmann
- 1677–1689 Thomas Wagner
- 1689–1690 Candidus Bergmann
- 1690–1728 Gallus Knauer
- 1728–1734 Martin Wolf
- 1734–1751 Stephan Mösinger
- 1751–1774 Malachias Limmer
- 1774–1791 Johann Nepomuk Pitius (1789 suspendiert wegen Verschwendung beim Umbau des Klosters)
- 1791–1803 Candidus Hemmerlein

## Guts- und Amtshöfe des Klosters
- Der Langheimer Amtshof in Kulmbach wurde Ende des 17. Jahrhunderts von Leonhard Dientzenhofer erbaut.
- Im Altenhof, ein Ortsteil von Weitramsdorf, befand sich seit dem 12. Jahrhundert eine Außenstelle, wo die Mönche eine Reihe von noch bestehenden Teichen anlegten und Karpfenzucht betrieben. In Nachbarschaft zu den Fischteichen wurde der Klosterhof Tambach, später Klosteramt, errichtet.
- Nassanger ist ein Gutshof im Ortsteil Trieb der Stadt Lichtenfels. Der heutige Rundbau entstand 1693 unter dem Abt Gallus Knauer nach Plänen des Baumeisters Leonhard Dientzenhofer.
- Der Berghof ist ein Gutshof im Ortsteil Trieb der Stadt Lichtenfels. Den ursprünglichen Bau ließ Abt Gallus Knauer ab 1727 vom Coburger Baumeister Johann Georg Brückner durch einen Neubau ersetzen, den der nachfolgende Abt Martin Wolf 1733 erweiterte.
- Die heutige Bezirksklinik in Hochstadt am Main ist ein ehemaliges Amts- und Wirtshaus des Klosters. Das Gebäude ist ein Sandsteinquaderbau mit Satteldach und Eckerkern aus dem Jahr 1605.